# الجامعة اللبنانية الفرنسية للأعمال والإدارة في أربيل
تأسست الجامعة اللبنانية الفرنسية عام 2007 في مدينة أربيل وهي تقع في محافظة أربيل في كردستان العراق.